# Pauesia himalayensis
Pauesia himalayensis är en stekelart som beskrevs av Bhagat 1981. Pauesia himalayensis ingår i släktet Pauesia och familjen bracksteklar. Inga underarter finns listade i Catalogue of Life.